# Раково (Плонський повіт)
Раково (пол. Rakowo) — село в Польщі, у гміні Дзежонжня Плонського повіту Мазовецького воєводства.
Населення — 31 особа (2011).
У 1975-1998 роках село належало до Цехановського воєводства.

## Демографія
Демографічна структура станом на 31 березня 2011 року:
|          | Загалом | Допрацездатний вік | Працездатний вік | Постпрацездатний вік |
| -------- | ------- | ------------------ | ---------------- | -------------------- |
| Чоловіки | 13      | 1                  | 9                | 3                    |
| Жінки    | 18      | 0                  | 13               | 5                    |
| Разом    | 31      | 1                  | 22               | 8                    |